# Campeonato Sudamericano de Clubes de Voleibol Masculino de 2012
El Campeonato Sudamericano de Clubes de Voleibol Masculino de 2012 fue la cuarta edición del torneo de voleibol masculino más importante a nivel de clubes en Sudamérica. Participaron ocho equipos, que disputaron el torneo desde el 5 al 9 de septiembre del 2012 en la ciudad de Linares, Chile.
El campeón fue el Sada Cruzeiro Vôlei, que derrotó en la final a UPCN Vóley Club y obtuvo el derecho de disputar el Campeonato Mundial de Clubes de la FIVB de 2012.

## Equipos participantes
| Grupo A                                                           | Grupo B                                                      |
| ----------------------------------------------------------------- | ------------------------------------------------------------ |
| Club Perless Huracanes de Bolívar Universidad La Salle CD Linares | UPCN Vóley Club Sada Cruzeiro Carmelo Rowing Deportivo Colón |

## Modo de disputa
El campeonato se juega en dos fases, la fase de grupos y las eliminatorias. En primera instancia, los equipos se dividen en dos grupos, A y B, donde los equipos se enfrentan los unos a los otros. Los dos mejores equipos de cada grupo avanzan a la segunda fase, de eliminatorias. 
Los equipos ubicados en las terceras posiciones de cada grupo se enfrentan para determinar el quinto puesto, mientras que los últimos de grupo se enfrentan por el séptimo puesto.
Los mejores cuatro equipos se enfrentan en la segunda fase, donde el primero de un grupo se enfrenta al segundo del otro. Los dos ganadores avanzan a la final mientras que los perdedores disputan el tercer puesto.

## Primera ronda

### Grupo A
| Pos. | Equipo                | Pts | PG | PP | SG | SP | PtG | PtP |
| ---- | --------------------- | --- | -- | -- | -- | -- | --- | --- |
| 1.°  | Huracanes de Bolívar  | 9   | 3  | 0  | 9  | 1  | 274 | 196 |
| 2.°  | Linares               | 6   | 2  | 1  | 7  | 4  | 255 | 219 |
| 3.°  | Universidad La Sallle | 2   | 1  | 2  | 3  | 8  | 200 | 249 |
| 4.°  | Perless               | 1   | 0  | 3  | 4  | 9  | 235 | 300 |

|  |                                               |
|  | Clasificados a las semifinales por el título. |

| Fecha           |            | Res   |             | Set 1 | Set 2 | Set 3 | Set 4 | Set 5 | Total  |
| --------------- | ---------- | ----- | ----------- | ----- | ----- | ----- | ----- | ----- | ------ |
| 5 de septiembre | Perless    | 1 - 3 | Huracanes   | 25-23 | 17-25 | 16-25 | 8-25  |       | 66-98  |
| 5 de septiembre | CD Linares | 3 - 0 | U. La Salle | 25-11 | 25-19 | 25-18 |       |       | 75-48  |
| 6 de septiembre | Huracanes  | 3 - 0 | U. La Salle | 25-16 | 25-16 | 25-12 |       |       | 75-44  |
| 6 de septiembre | CD Linares | 3 - 1 | Perless     | 25-18 | 25-9  | 19-25 | 25-18 |       | 94-70  |
| 7 de septiembre | Perless    | 2 - 3 | U. La Salle | 25-22 | 25-21 | 16-25 | 20-25 | 13-15 | 99-108 |
| 7 de septiembre | CD Linares | 1 - 3 | Huracanes   | 28-26 | 23-25 | 14-25 | 21-25 |       | 86-101 |

### Grupo B
| Pos. | Equipo          | Pts | PG | PP | SG | SP | PtG | PtP |
| ---- | --------------- | --- | -- | -- | -- | -- | --- | --- |
| 1.°  | Sada Cruzeiro   | 9   | 3  | 0  | 9  | 0  | 225 | 140 |
| 2.°  | UPCN Vóley Club | 6   | 2  | 1  | 6  | 3  | 207 | 156 |
| 3.°  | CD Colón        | 3   | 1  | 2  | 3  | 7  | 184 | 224 |
| 4.°  | Carmelo Rowing  | 0   | 0  | 3  | 1  | 9  | 148 | 244 |

|  |                                               |
|  | Clasificados a las semifinales por el título. |

| Fecha           |               | Res   |                | Set 1 | Set 2 | Set 3 | Set 4 | Set 5 | Total |
| --------------- | ------------- | ----- | -------------- | ----- | ----- | ----- | ----- | ----- | ----- |
| 5 de septiembre | UPCN Vóley    | 3 - 0 | CD Colón       | 25-11 | 25-12 | 25-14 |       |       | 75-37 |
| 5 de septiembre | Sada Cruzeiro | 3 - 0 | Carmelo Rowing | 25-9  | 25-9  | 25-12 |       |       | 75-30 |
| 6 de septiembre | Sada Cruzeiro | 3 - 0 | CD Colón       | 25-22 | 25-18 | 25-13 |       |       | 75-53 |
| 6 de septiembre | UPCN Vóley    | 3 - 0 | Carmelo Rowing | 25-14 | 25-16 | 25-14 |       |       | 75-44 |
| 7 de septiembre | CD Colón      | 3 - 1 | Carmelo Rowing | 19-25 | 25-13 | 25-19 | 25-17 |       | 94-74 |
| 7 de septiembre | Sada Cruzeiro | 3 - 0 | UPCN Vóley     | 25-18 | 25-16 | 25-23 |       |       | 75-57 |

## Ronda final
|  | Semifinales     | Semifinales     |   |            | Final           | Final           |  |
|  | 8 de septiembre | 8 de septiembre |   |            | 9 de septiembre | 9 de septiembre |  |
|  |                 |                 |   |            |                 |                 |  |
|  |                 |                 |   |            |                 |                 |  |
|  | CD Linares      | 0               |   |            |                 |                 |  |
|  | Sada Cruzeiro   | 3               |   |            |                 |                 |  |
|  |                 |                 |   |            |                 |                 |  |
|  |                 |                 |   |            |                 |                 |  |
|  |                 |                 |   |            | Sada Cruzeiro   | 3               |  |
|  |                 | UPCN Vóley      | 1 |            |                 |                 |  |
|  |                 |                 |   |            |                 |                 |  |
|  |                 |                 |   |            |                 |                 |  |
|  |                 |                 |   |            | Tercer lugar    |                 |  |
|  |                 |                 |   |            |                 |                 |  |
|  | Huracanes       | 0               |   | CD Linares | 1               |                 |  |
|  | UPCN Vóley      | 3               |   |            | Huracanes       | 3               |  |

| Quinto lugar    |   |
| 8 de septiembre |   |
| CD Colón        | 3 |
| U. La Salle     | 0 |
| Séptimo lugar   |   |
| 8 de septiembre |   |
| Carmelo Rowing  | 0 |
| Club Perless    | 3 |

### Séptimo puesto
| Fecha           |                 | Res   |         | Set 1 | Set 2 | Set 3 | Set 4 | Set 5 | Total |
| --------------- | --------------- | ----- | ------- | ----- | ----- | ----- | ----- | ----- | ----- |
| 8 de septiembre | Carmelo Rowings | 0 - 3 | Perless | 24-26 | 23-25 | 14-25 |       |       | 61-76 |

### Quinto puesto
| Fecha           |          | Res   |             | Set 1 | Set 2 | Set 3 | Set 4 | Set 5 | Total |
| --------------- | -------- | ----- | ----------- | ----- | ----- | ----- | ----- | ----- | ----- |
| 8 de septiembre | CD Colón | 3 - 0 | U. La Salle | 25-19 | 25-10 | 25-18 |       |       | 75-47 |

### Semifinales
| Fecha           |            | Res   |               | Set 1 | Set 2 | Set 3 | Set 4 | Set 5 | Total |
| --------------- | ---------- | ----- | ------------- | ----- | ----- | ----- | ----- | ----- | ----- |
| 8 de septiembre | Huracanes  | 0 - 3 | UPCN Vóley    | 21-25 | 16-25 | 19-25 |       |       | 56-75 |
| 8 de septiembre | CD Linares | 0 - 3 | Sada Cruzeiro | 17-25 | 16-25 | 19-25 |       |       | 52-75 |

### Tercer puesto
| Fecha           |            | Res   |           | Set 1 | Set 2 | Set 3 | Set 4 | Set 5 | Total |
| --------------- | ---------- | ----- | --------- | ----- | ----- | ----- | ----- | ----- | ----- |
| 9 de septiembre | CD Linares | 1 - 3 | Huracanes | 20-25 | 14-25 | 25-20 | 17-25 |       | 76-95 |

### Final
| Fecha           |               | Res   |            | Set 1 | Set 2 | Set 3 | Set 4 | Set 5 | Total |
| --------------- | ------------- | ----- | ---------- | ----- | ----- | ----- | ----- | ----- | ----- |
| 9 de septiembre | Sada Cruzeiro | 3 - 1 | UPCN Vóley | 19-25 | 25-18 | 25-17 | 28-26 |       | 97-86 |

## Posiciones finales
| Pos.              | Equipo               |
| ----------------- | -------------------- |
| Medalla de oro    | Sada Cruzeiro        |
| Medalla de plata  | UPCN Vóley           |
| Medalla de bronce | Huracanes de Bolívar |
| 4.°               | CD Linares           |
| 5.°               | CD Colón             |
| 6.°               | Universidad La Salle |
| 7.°               | Club Perless         |
| 8.°               | Carmelo Rowing       |

|  | Clasificado al Mundial de Clubes de la FIVB 2012 |

| Campeón Sudamericano de Clubes de 2012 |
| -------------------------------------- |
| Sada Cruzeiro 1.º título               |